# 박권일
박권일(1976년 부산 출생)은 언론인 출신의 작가다.
2002년 12월부터 3년간 월간 말 기자로 활동한 바 있다. 참여정부 마지막 해에는 국정홍보처 주무관으로 근무했다.
2007년 우석훈과 함께 《88만원 세대》를 공저했다.
이후 한겨레, 시사인 등 진보언론에 꾸준히 사회 현상을 분석하는 칼럼을 기고하며 칼럼니스트로 활동하고 있다.
2013년에 자음과모음의 격월간지 '자음과모음R'의 편집위원으로 활동했다.

## 저서
- 《88만원 세대》, 레디앙, 2007 (공저)
- 《노무현과 참여정부 경제 5년》, 한스미디어, 2009 (국정홍보처와 공저)
- 《20대 : 오늘, 한국 사회의 최전선》, 한국출판마케팅연구소, 2011 (공저)
- 《나에게 돈이란 무엇일까》, 철수와영희, 2012 (공저)
- 《소수의견》, 자음과모음, 2012
- 《우파의 불만》, 글항아리, 2012 (공저)
- 《트위터 그 140자 평등주의》, 자음과모음, 2012 (공저)
- 《사회를 말하는 사회》, 북바이북, 2014 (공저)
- 《지금, 여기의 극우주의》, 자음과모음, 2014 (공저)
- 《이따위 불평등》, 북바이북, 2015 (공저)
- 《#혐오_주의》, 알마, 2016 (공저)
- 《청춘의 발견》, 봄의정원, 2017 (공저)
- 《소년소녀, 정치하라》, 우리학교, 2017 (공저)
- 《축제와 탈진》, yeondoo, 2020
- 《언어 전쟁》, 삶창, 2020 (공저)
- 《능력주의와 불평등 : 능력에 따른 차별은 공정하다는 믿음에 대하여》, 교육공동체 벗, 2020 (공저)